# Station Grudziądz Owczarki
Station Grudziądz Owczarki is een spoorwegstation in de Poolse plaats Grudziądz.